# Pennes-le-Sec
Pennes-le-Sec là một xã thuộc tỉnh Drôme trong vùng Auvergne-Rhône-Alpes ở đông nam nước Pháp. Xã Pennes-le-Sec nằm ở khu vực có độ cao trungh bình 421 mét trên mực nước biển.